# Damascus, Oregon
Damascus är en ort i Clackamas County i delstaten Oregon, USA.